# 恐怖の魔力/メドゥーサ・タッチ
『恐怖の魔力/メドゥーサ・タッチ』（きょうふのまりょく/メドゥーサ・タッチ、原題：The Medusa Touch）は、1978年制作のイギリス・フランス合作のスリラー映画。
念力を題材としたスリラー映画。ギリシア神話の妖怪メドゥーサとは無関係。ピーター・ヴァン・グリーナウェイ原作の小説の映画化。脚本は後に『ガンジー』のシナリオを執筆するジョン・ブライリー。
日本では劇場未公開で、1986年12月8日にTBSテレビ「月曜ロードショー」でテレビ放映。

## あらすじ
ロンドンで作家のジョン・モーラーの殺害未遂事件が発生した。パリから研修に来ていたパリ警視庁のブリュネル警部はロンドン警視庁と共にこの事件の捜査に当たる事になる。
ブリュネルはモーラーの日記と彼のカウンセリングを担当していたゾンフェルド医師の証言から、モーラーが念力の持ち主であり、その念力が様々な災いを生み出すという恐るべき事実を知る。数日前に発生した旅客機のビル激突事故も彼の念力による仕業だった。
さらに捜査を進めたブリュネルは、モーラーを襲ったのはゾンフェルドだと知る。彼女はモーラーの念力に恐れをなし、彼を止めるために犯行に及んだのだった。ブリュネルは急ぎゾンフェルドのもとに向かうが、彼女は犯行を告白した遺書を残して自らの命を絶った後だった。
そんな中、ミンスター寺院で大聖堂の改修費が集まったのを記念して首相や女王を招いた盛大なミサが行なわれる事になったが、ブリュネルは一人言い知れぬ不安を覚えていた。ミンスター寺院がモーラーの次のターゲットと知ったブリュネルは総監と共にミサを中止させようとするが、地元警察の信用が得られずに失敗。多数の出席者が聖堂の中に入ったところで、聖堂は崩落。列席者を避難させようとした総監も崩落に巻き込まれてしまった。
病院に駆け付けたブリュネルはモーラーの生命維持装置を引きちぎり、死に追いやることでこれ以上の犯行を食い止めようとするが、モーラーはそれをあざ笑うかのように昏睡したまま、次のターゲット「WINDSCALE」をメモに記し始めるのであった。

## キャスト
| 役名                   | 俳優                           | 日本語吹替                         |
| 役名                   | 俳優                           | TBS版                              |
| ---------------------- | ------------------------------ | ---------------------------------- |
| ブリュネル警部         | リノ・ヴァンチュラ             | 森山周一郎                         |
| ジョン・モーラー       | リチャード・バートン           | 森川公也                           |
| ゾンフィルド医師       | リー・レミック                 | 武藤礼子                           |
| ダフ刑事               | マイケル・バーン               | 納谷六朗                           |
| 警視総監               | ハリー・アンドリュース         | 中庸助                             |
| ジョンソン医師         | ゴードン・ジャクソン           | 村松康雄                           |
| ペニントン             | ロバート・ラング               | 藤本譲                             |
| ペニントン夫人         | アヴリル・エルガー             | 竹口安芸子                         |
| エドワード・パリッシュ | ジェレミー・ブレット           | 西村知道                           |
| パトリシア・モーラー   | マリー＝クリスティーヌ・バロー | 有馬瑞香                           |
| 少年時代のモーラー     | アダム・ブリッジス             | 浪川大輔                           |
| モールトン編集長       | デレク・ジャコビ               | 池田勝                             |
| 主席司祭               | フィリップ・ストーン           | 伊井篤史                           |
| クイントン弁護士       | アラン・バデル                 | 出演シーンカット                   |
| 占い師アトロポス       | マイケル・ホーダーン           | 出演シーンカット                   |
| 不明 その他            |                                | 石井敏郎 滝沢ロコ 後藤真寿美       |
|                        |                                |                                    |
| 演出                   | 演出                           | 小山悟                             |
| 翻訳                   | 翻訳                           | 篠原慎                             |
| 効果                   | 効果                           | 遠藤堯雄 桜井俊哉                  |
| 調整                   | 調整                           | 小野敦志                           |
| 制作                   | 制作                           | 東北新社                           |
| 解説                   | 解説                           | 荻昌弘                             |
| 初回放送               | 初回放送                       | 1986年12月8日 『月曜ロードショー』 |

※TV放映版日本語吹替は株式会社スティングレイ版 Blu-ray (STDF-0041) に収録

## 備考
- 旅客機のビル激突や大聖堂の崩落など、念力が引き起こす災いのシーンはブライアン・ジョンソンが特殊効果を担当している。
- 批評家の反応は芳しくなく、 “『キャリー』の二番煎じ” 的な評価をされた。ロジャー・イーバートに至っては、 “1978年最低の映画” とまで言及している[2]。